# 拉包圣米克洛什
拉包圣米克洛什（匈牙利語：Rábaszentmiklós）是匈牙利杰尔-莫雄-肖普朗州所辖的一个村。总面积5.01平方公里，总人口126，人口密度25.1人/平方公里（2011年1月1日）。